# Пёусти, Лассе
Лассе Эрик Пёусти (фин. Lasse Erik Pöysti; 24 января 1927, Сортавала — 5 апреля 2019, Хельсинки, Финляндия) — финский актёр театра и кино, режиссёр и сценарист, награждённый высшей наградой Финляндии для деятелей искусства — медалью «Pro Finlandia» (1969).

## Биография
Родился 24 января 1927 года в городе Сортавала и был третьим ребёнком в семье. В период Советско-финляндской войны (1939—1940) семья эвакуировалась вглубь страны.
В возрасте 13 лет дебютировал в роли Олли в фильме «Семья Суоминенов», что сделало мальчика известным в Финляндии. С 1942 по 1945 год было снято ещё четыре фильма о семье Суоминенов и поставлен радиосериал, а молодой актёр получил временную работу в Финском национальном театре.
В 1945 году окончил гимназию и поступил в Хельсинкский университет, но оставил обучение ради карьеры актёра. Увлекался французским языком и в 1950 году получил стипендию для обучения в Париже.
В 1952 году женился на актрисе Биргитте Ульфссон.
С 1981 по 1985 год работал руководителем Королевского драматического театра в Стокгольме.
Вернувшись в Финляндию, продолжал сниматься в кино, параллельно работал в Городском театре Хельсинки и в Шведском театре. В 1991 году переехал в Париж.
В последние годы, проживая в Хельсинки на острове Лауттасаари, играл в Городском театре Хельсинки в пьесе «Квартет», идущей с 2002 года при полном аншлаге, а также исполнял роль в написанном специально для него моноспектакле Бенгта Алфорса «Мужчина, который отказался от пользования лифтом».
Скончался 5 апреля 2019 года.

## Награды
- Премия «Юсси»: в номинации «лучший молодой актёр» (1946); «лучший актёр» (1951, 1977, 1980, 1987); «Бетонный Юсси» (2010)
- Медаль «Pro Finlandia» (1969)